# Ulisses Rocha (violonista)
Ulisses Rocha Loureiro da Silva (Rio de Janeiro, 23 de novembro de 1960) é um violonista e compositor brasileiro. A convite de André Geraissati, integrou o Grupo Dalma, com quem participou de vários festivais internacionais de jazz em Montreal, Paris, Quebec, Ottawa, Nova Iorque e São Paulo, do Free Jazz Festival. Já tocou como guitarrista e violonista com Gal Costa, Heraldo do Monte, Roberto Carlos, entre outros.